# Дизање тегова на Летњим олимпијским играма 2012 — до 62 кг за мушкарце
Дисциплина дизање тегова у татегорији до 62 кг у мушкој конкуренцији на Олимпијским играма 2012. је одржана 30. јула у Ексел центру. Ово такмичење је одржано као пета од петнаест дисциплина програма дизања тегова.
Учествовало је 15 такмичара из 13 земаља.

## Систем такмичења
Свака дисциплина овог спорта се састоји од два дела. У првом делу се тег диже из једног потеза са земље до изнад главе (трзај), а у другом делу се, углавном са већим тежинама, тег диже до изнад колена у једном трзају при чему се дизач обично спушта на кољена да би себи олакшао, затим диже на рамена опет спуштајући се према земљи и практично дижући тег ногама, и на крају увис, опет се помажући ногама (избачај). Сваки такмичар има право на три покушаја у сваком од ова два начина дизања.

## Земље учеснице
| - Колумбија (1) - Кина (1) - Египат (1) - Салвадор (1) - Индонезија (2) | - Јужна Кореја (1) - Савезне Државе Микронезије (1) - Палау (1) - Северна Кореја (1) | - Тувалу (1) - Туркмeнистан (1) - Турска (2) - Уганда (1) |

## Сатница
| Датум                    | Време | Рунда    |
| ------------------------ | ----- | -------- |
| Понедељак, 30. јул 2012. | 10:00 | Финале Б |
| Понедељак, 30. јул 2012. | 19:00 | Финале А |

## Рекорди пре почетка такмичења
| Светски рекорд    | Трзај   | Ши Жијонг, Кина           | 153 кг | Измир, Турска       | 28. јун 2002.       |
| Светски рекорд    | Избачај | Ли Маошенг, Кина          | 182 кг | Бусан, Јужна Кореја | 2. октобар 2002.    |
| Светски рекорд    | Укупно  | Жанг Џи, Кина             | 326 кг | Каназава, Јапан     | 28. април 2008.     |
| Олимпијски рекорд | Трзај   | Ши Жијонг, Кина           | 152 кг | Атина, Грчка        | 16. август 2004.    |
| Олимпијски рекорд | Избачај | Жанг Жиангжијанг, Кина    | 176 кг | Пекинг, Кина        | 10. август 2008.    |
| Олимпијски рекорд | Укупно  | Николај Пешалов, Хрватска | 325 кг | Сиднеј, Аустралија  | 17. септембар 2000. |

## Нови рекорди
| Светски рекорд    | Укупно  | Ким Ун Гук, Северна Кореја | 327 кг | Лондон, УК | 30. јул 2012. |
| Олимпијски рекорд | Трзај   | Ким Ун Гук, Северна Кореја | 153 кг | Лондон, УК | 30. јул 2012. |
| Олимпијски рекорд | Избачај | Оскар Фигуероа, Колумбија  | 177 кг | Лондон, УК | 30. јул 2012. |
| Олимпијски рекорд | Укупно  | Ким Ун Гук, Северна Кореја | 327 кг | Лондон, УК | 30. јул 2012. |

## Освајачи медаља
| Место | Такмичар        | Земља          |
| ----- | --------------- | -------------- |
|       | Ким Ун Гук      | Северна Кореја |
|       | Оскар Фигуероа  | Колумбија      |
|       | Еко Јули Ираван | Индонезија     |

## Резултати
| Позиција | Такмичар                                    | Група | Трзај (кг) | Трзај (кг) | Трзај (кг) | Трзај (кг) | Избачај (кг) | Избачај (кг) | Избачај (кг) | Избачај (кг)           | Укупно                 |
| Позиција | Такмичар                                    | Група | 1          | 2          | 3          | Резултат   | 1            | 2            | 3            | Резултат               | Укупно                 |
| -------- | ------------------------------------------- | ----- | ---------- | ---------- | ---------- | ---------- | ------------ | ------------ | ------------ | ---------------------- | ---------------------- |
|          | Ким Ун Гук                                  | A     | 145        | 150        | 153        | 153        | 170          | 174          | 174          | 174                    | 327                    |
|          | Оскар Фигуероа Колумбија                    | A     | 137        | 140        | 142        | 140        | 177          | 177          | 177          | 177                    | 317                    |
|          | Еко Јули Ираван Индонезија                  | A     | 138        | 142        | 145        | 145        | 168          | 168          | 172          | 172                    | 317                    |
| 4        | Жанг Џи Кина                                | A     | 140        | 145        | 145        | 140        | 174          | 178          | 178          | 174                    | 314                    |
| 5        | Курсит Атак Турска                          | A     | 130        | 134        | 134        | 130        | 166          | 166          | 172          | 172                    | 302                    |
| 6        | Умурбек Базарбајев Туркмeнистан             | A     | 135        | 135        | 139        | 135        | 162          | 165          | 167          | 167                    | 302                    |
| 7        | Махамад Хазби Индонезија                    | Б     | 130        | 135        | 138        | 138        | 163          | 171          | 171          | 163                    | 301                    |
| 8        | Ерол Билгин Турска                          | A     | 135        | 139        | 140        | 140        | 165          | 165          | 169          | 165                    | 300                    |
| 9        | Ахмед Саад Египат                           | Б     | 125        | 130        | 130        | 130        | 158          | 162          | 165          | 162                    | 292                    |
| 10       | Мануел Мингинфел Савезне Државе Микронезије | Б     | 122        | 127        | 130        | 127        | 158          | 158          | 158          | 158                    | 285                    |
| 11       | Жулио Саламанка Салвадор                    | Б     | 110        | 115        | 115        | 110        | 150          | 150          | 155          | 150                    | 260                    |
| 12       | Туау Лапуа Лапуа Тувалу                     | Б     | 104        | 108        | 111        | 108        | 126          | 131          | 135          | 135                    | 243                    |
| 13       | Чарлс Шекааја Уганда                        | Б     | 100        | 105        | 108        | 105        | 130          | 135          | 140          | 130                    | 235                    |
| 14       | Стевик Патрис Палау                         | Б     | 100        | 104        | 108        | 104        | 125          | 130          | 132          | 130                    | 234                    |
| 15       | Ји Хун Мин Јужна Кореја                     | A     | 135        | 140        | 142        | 135        | 162          | 165          | 165          | Није завршио такмичење | Није завршио такмичење |